# Hans Luxenburger
Hans Otto Luxenburger (ur. 12 czerwca 1894 w Schweinfurcie, zm. 7 kwietnia 1976 w Monachium) – niemiecki lekarz psychiatra. Zajmował się genetyką schizofrenii. W 1928 opublikował wyniki przeprowadzonego przez siebie badania, będącego pierwszym badaniem epidemiologii schizofrenii wśród bliźniąt. Był zwolennikiem eugeniki.

## Życiorys
Syn przewodniczącego senatu Bawarskiego Sądu Administracyjnego Ottona Luxenburgera i jego żony Elise z domu Kuhn.
Ukończył studia medyczne na Uniwersytecie Ludwika i Maksymiliana w Monachium w 1920 roku. Od 1924 był współpracownikiem Ernsta Rüdina w Monachium, a od 1925 w Bazylei. W 1928 specjalizował się w psychiatrii. W 1934 roku został profesorem nadzwyczajnym. W latach II wojny światowej jako lekarz wojskowy w Luftwaffe.

## Wybrane prace
Artykuły
- Die psychiatrische Abteilung einer Fürsorgeerziehungsanstalt. Psychiat.-neurol. Wchnschr. 25, ss. 107-112 (1923/24)
- Tuberkulose als Todesursache in den Geschwisterschaften Schizophrener, Manisch-Depressiver und der Durchschnittsbevölkerung Ein Beitrag zum Konstitutionsproblem. Zeitschrift für die gesamte Neurologie und Psychiatrie 109 (1), ss. 313-340 (1927)
- Demographische und psychiatrische Untersuchungen in der engeren biologischen Familie von Paralytikerehegatten Versuch einer Belastungsstatistik der Durchschnittsbevölkerung. Zeitschrift für die gesamte Neurologie und Psychiatrie 112 (1), ss. 331-491 (1928)
- Vorläufiger Bericht über psychiatrische Serienuntersuchungen an Zwillingen. Zeitschrift für die gesamte Neurologie und Psychiatrie 116 (1), ss. 297-326 (1928)
- Ziele und Wege einer erbbiologisch-pragmatischen Geschichtsbetrachtung. Zeitschrift für die gesamte Neurologie und Psychiatrie 116 (1), ss. 327-347 (1928)
- Die wichtigsten Ergebnisse der psychiatrischen Erbforschung und ihre Bedeutung für die eugenische Praxis (1930)
- Endogener Schwachsinn und geschlechtsgebundener Erbgang. Zeitschrift für die gesamte Neurologie und Psychiatrie 140 (1), ss. 320-332 (1932)
- Untersuchungen an schizophrenen Zwillingen und ihren Geschwistern zur Prüfung der Realität von Manifestationsschwankungen Mit einigen Bemerkungen über den Begriff und die Bedeutung der zytoplasmatischen Umwelt im Rahmen des Gesamtmilieus. Zeitschrift für die gesamte Neurologie und Psychiatrie 154 (1), ss. 351-394 (1935)

Monografie
- Psychiatrische Erblehre. München, 1938
- Die Schizophrenie. Leipzig, 1940
- Anleitung zur Erstattung gerichtspsychiatrischer Gutachten. München: Lehmann, 1943